# The Final Frontier
The Final Frontier är det engelska heavy metal-bandet Iron Maidens femtonde studioalbum. Det gavs ut i augusti 2010. 

## Låtlista
1. Satellite 15....The Final Frontier (Smith/Harris) 8:40
2. El Dorado (Dickinson/Smith/Harris) 6:49
3. Mother of Mercy (Smith/Harris) 5:20
4. Coming Home (Dickinson/Smith/Harris) 5:52
5. The Alchemist (Dickinson/Gers/Harris) 4:29
6. Isle of Avalon (Smith/Harris) 9:06
7. Starblind (Dickinson/Smith/Harris) 7:48
8. The Talisman (Gers/Harris) 9:03
9. The Man Who Would Be King (Murray/Harris) 8:28
10. When the Wild Wind Blows (Harris) 10:59

## Banduppsättning
- Bruce Dickinson - sång
- Dave Murray - gitarr
- Janick Gers - gitarr
- Adrian Smith - gitarr
- Steve Harris - elbas
- Nicko McBrain - trummor

## The Final Frontier

### Inspelning
Den 22 april 2009 meddelade Nicko McBrain i en intervju med Rock Radio att Iron Maiden hade bokat studiotid under tidiga 2010. Den 2 november 2009 meddelade Janick Gers i en intervju med BBC News att Iron Maiden hade påbörjat låtskrivandet inför sitt femtonde album. Enligt Bruce Dickinson gick de in i studion med den minsta förberedelse de någonsin haft, vilket kom att stå i kontrast till att det färdiga albumet blev deras dittills längsta och musikaliskt mest komplicerade.
Steve Harris var inblandad i skrivandet av albumets samtliga tio låtar, men skrev endast två helt på egen hand. Enligt Adrian Smith har Harris arbetssätt på senare år förändrats till att bara skriva ett par enstaka helt egna låtar, och i övrigt hjälpa övriga låtskrivare med melodier, låttexter och arrangemang.
Baserat på ett äldre uttalande av Harris om att han trodde att Iron Maiden skulle hinna göra femton album totalt fanns det spekulationer om att detta skulle bli det sista. Dessa spekulationer späddes på av titeln "The Final Frontier." Dickinson kommenterade senare att titeln var baserad på tanken att det mycket möjligt kunde bli deras sista studioalbum, men också en idé om att ha ett romantiserat rymdtema.
Den 11 januari 2010 påbörjades inspelningen i Compass Point Studios, där bandet varit under 1980-talet och spelat in Piece of Mind, Powerslave och Somewhere in Time. Enligt Dickinson var atmosfären i studion helt oförändrad från 80-talet, med till och med samma matta.
Producent var Kevin Shirley, som nu blivit Iron Maidens ständige producent under 2000-talet, med Steve Harris som ständig medproducent. 
Sånginspelningen färdigställdes i Malibu, USA.

### Låtdetaljer
The Alchemist handlar om den brittiske ockultisten John Dee som levde under 1500-talet. Låten delar titel med en av Bruce Dickinsons sololåtar från 1998, som också handlar om ockultism och alkemi.
Isle of Avalon handlar om den mytiska ön Avalon där kung Artur enligt legenden blev begravd tillsammans med drottning Guinevere.
The Man Who Would Be King delar titel, och eventuellt handling, med Mannen som ville bli kung från 1975.

### Omslaget
Albumomslaget föreställer bandmaskoten Eddie i Alien-version bland döda alien-rymdfarare. Omslagsillustrationen är krediterad till Melvyn Grant och art direction/design är krediterat till Stuart Crouch, Andrew Yap, Anthony Dry och Rob Wallis. Bandet hade efterfrågat en serietidningskänsla för omslaget.

### Singlar
El Dorado - Släpptes gratis som digital nedladdning via Iron Maidens hemsida den 8 juni 2010.

## Marknadsföring
Under sommarturnén 2010 premiärspelades El Dorado och släpptes för fri nedladdning tillsammans med ett singelomslag.
En video till inledningslåten, "Satellite 15....The Final Frontier", publicerades på Iron Maidens webbplats den 13 juli.

## Listplaceringar
| Lista (2010)  | Topplacering |
| ------------- | ------------ |
| Österrike     | 1            |
| Nederländerna | 2            |
| Belgien (VI)  | 6            |
| Belgien (Wa)  | 4            |
| Sverige       | 1            |
| Finland       | 1            |
| Australien    | 2            |
| Nya Zeeland   | 1            |

## Turné
Albumturnén kallades The Final Frontier World Tour och pågick mellan juni 2010 och augusti 2011 med totalt 101 konserter.
Fem av albumets tio låtar har framförts live. De låtar som aldrig framförts live är Mother of Mercy, The Alchemist, Isle of Avalon, Starblind och The Man Who Would Be King. 